# Tour d'Auneau
La tour d'Auneau est un donjon situé dans la commune d'Auneau-Bleury-Saint-Symphorien du département français d’Eure-et-Loir, en région Centre-Val de Loire.

## Historique
À l'époque carolingienne, vers 750, le premier château est construit sur le petit épi qui domine la ville d'Auneau. Aujourd'hui, il se compose de deux parties : le corps de logis édifié aux XIVe, XVIe et XVIIIe siècles et le Donjon, ou Tour de forme cylindrique édifié au XIe siècle. Le premier château appelé La Vieille Cour fut construit au VIIIe   ou   IXe siècle pour protéger la route de Chartres et les habitants de la commune.
Au XIe siècle, un second édifice apparaît à l'instigation du seigneur Hugues de Gallardon, vassal des comtes de Chartres qui possédaient le château d'honneur. De cette époque, il reste le donjon, couvert courant XVIe siècle d'une coupole et d'un lanternon.
Au XIVe siècle, Marguerite d'Auneau, descendante d'Hugues de Gallardon épouse Bureau de La Rivière, chambellan du roi Charles V. Ce dernier fit construire un troisième château dont une partie existe encore aujourd'hui. Un siècle plus tard, il appartenait aux familles de La Roche Guyon, d'Estouteville et Bertin de Silly. En 1580, il appartenait au maréchal français Henri de Joyeuse, et ce n'est que sept ans plus tard que son heure de gloire fut connue. En effet, le 24 novembre 1587 aura lieu la bataille dite « bataille d'Auneau ».

Le château d'Auneau
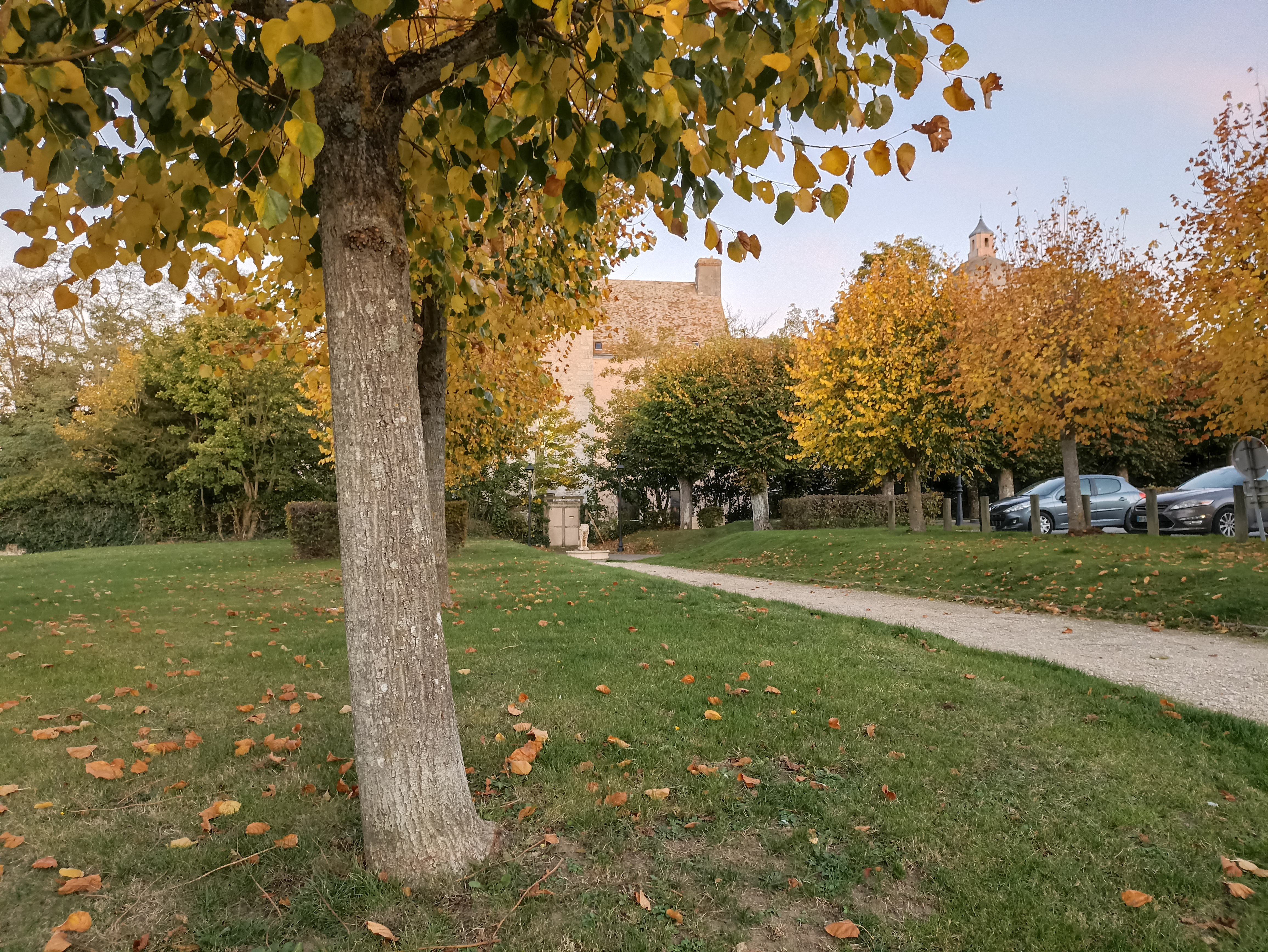
Vue sur le château à partir de la promenade de la fontaine au Lion.
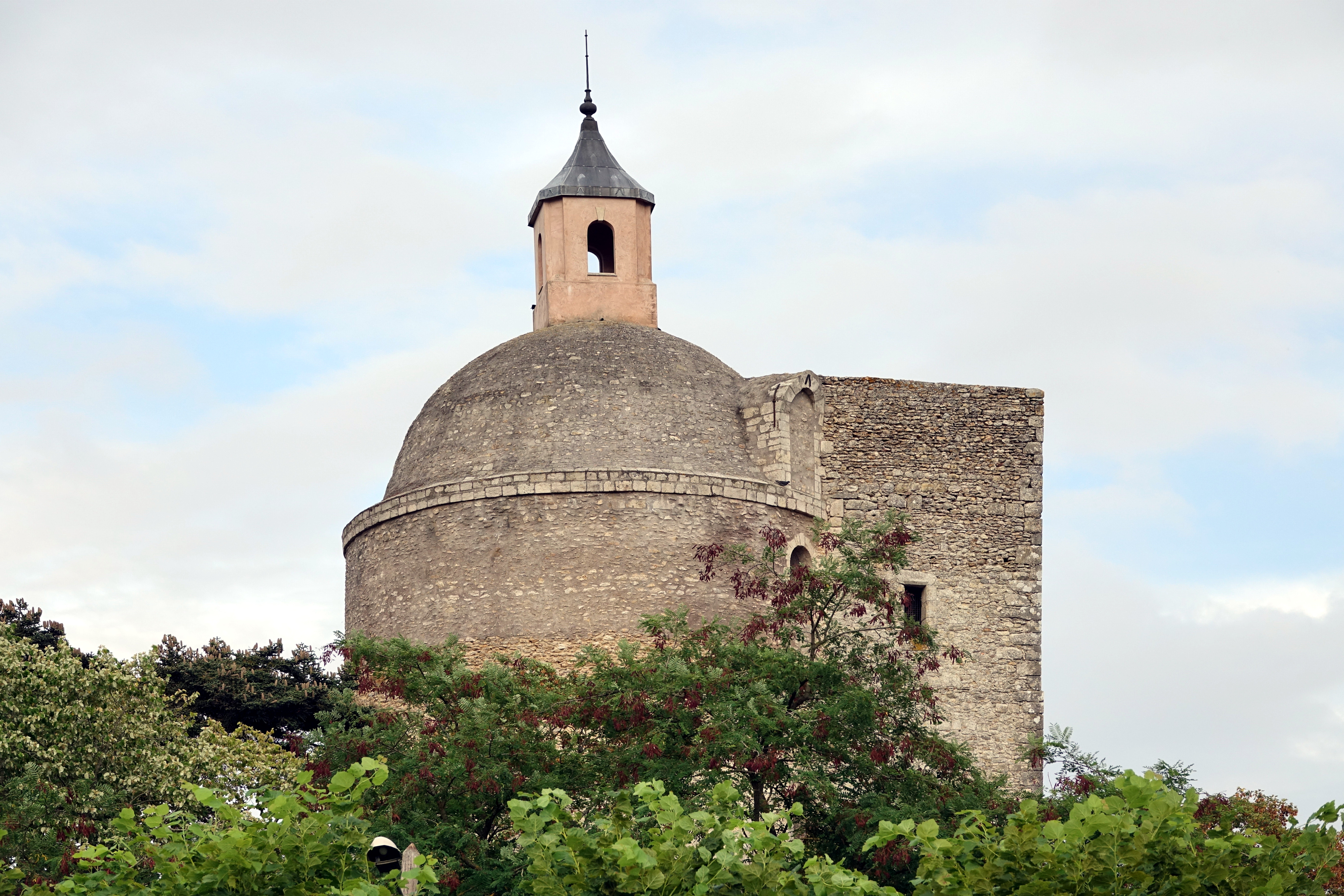
Le donjon.
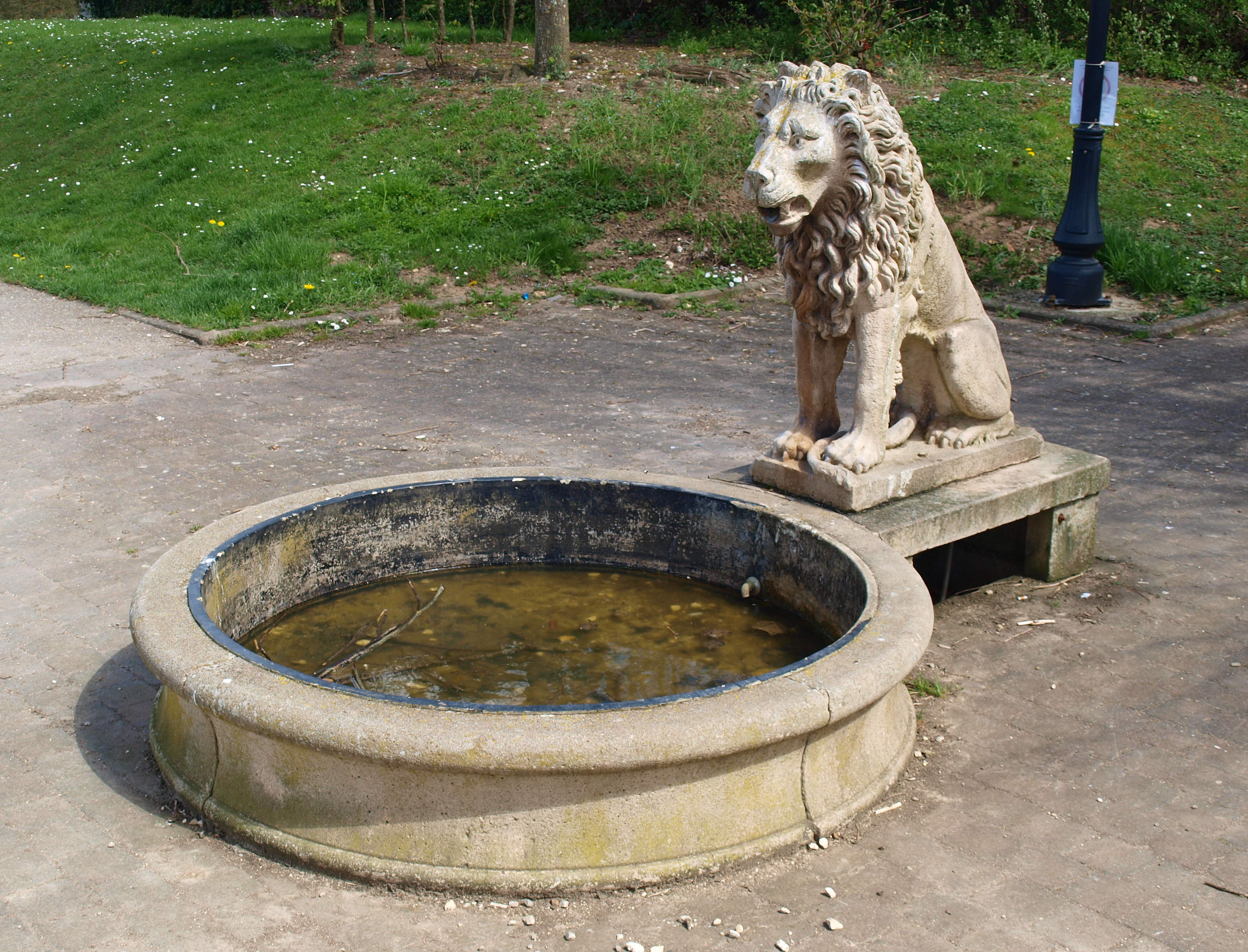
Entrée de l'ancien Parc des félins, dans le château.

## Protection patrimoniale
Le donjon est inscrit au titre des monuments historiques par arrêté du 7 novembre 1927.
Le château d'Auneau est une propriété privée, il ne se visite pas.

## Filmographie
Le donjon fut l'un des lieux du tournage des films Les Petites Filles modèles (Jean-Claude Roy, 1970) et Le Seuil du vide (Jean-François Davy, 1971).[réf. nécessaire]